# Mutthornhütte
Die Mutthornhütte ist eine derzeit unzugängliche Berghütte der Sektion Weissenstein des Schweizer Alpen-Clubs (SAC) im Kanton Bern in der Schweiz.

## Lage
Sie liegt unterhalb des Mutthorns zwischen dem Tschingelfirn und dem Kanderfirn auf einer Höhe von 2900 m ü. M.
Diese Höhe wurde von der Landestopografie zwischen 1910 und 1950 mehrmals bestimmt und 1951 «definitiv auf 2901 Meter festgelegt».

## Geschichte
Die erste Hütte wurde spätestens 1895 von den Sektionen Oberland und Weissenstein des SAC erbaut und im gleichen Jahr von den Weissensteinern übernommen. Die Einweihung erfolgte 1896. 1908 wurde die Hütte von 25 auf 50 Plätze vergrössert, 1913 weiter auf 60 Plätze. 1925 erhielt die Hütte ein Kupferdach und der Wohn-/Essraum wurde vergrössert.

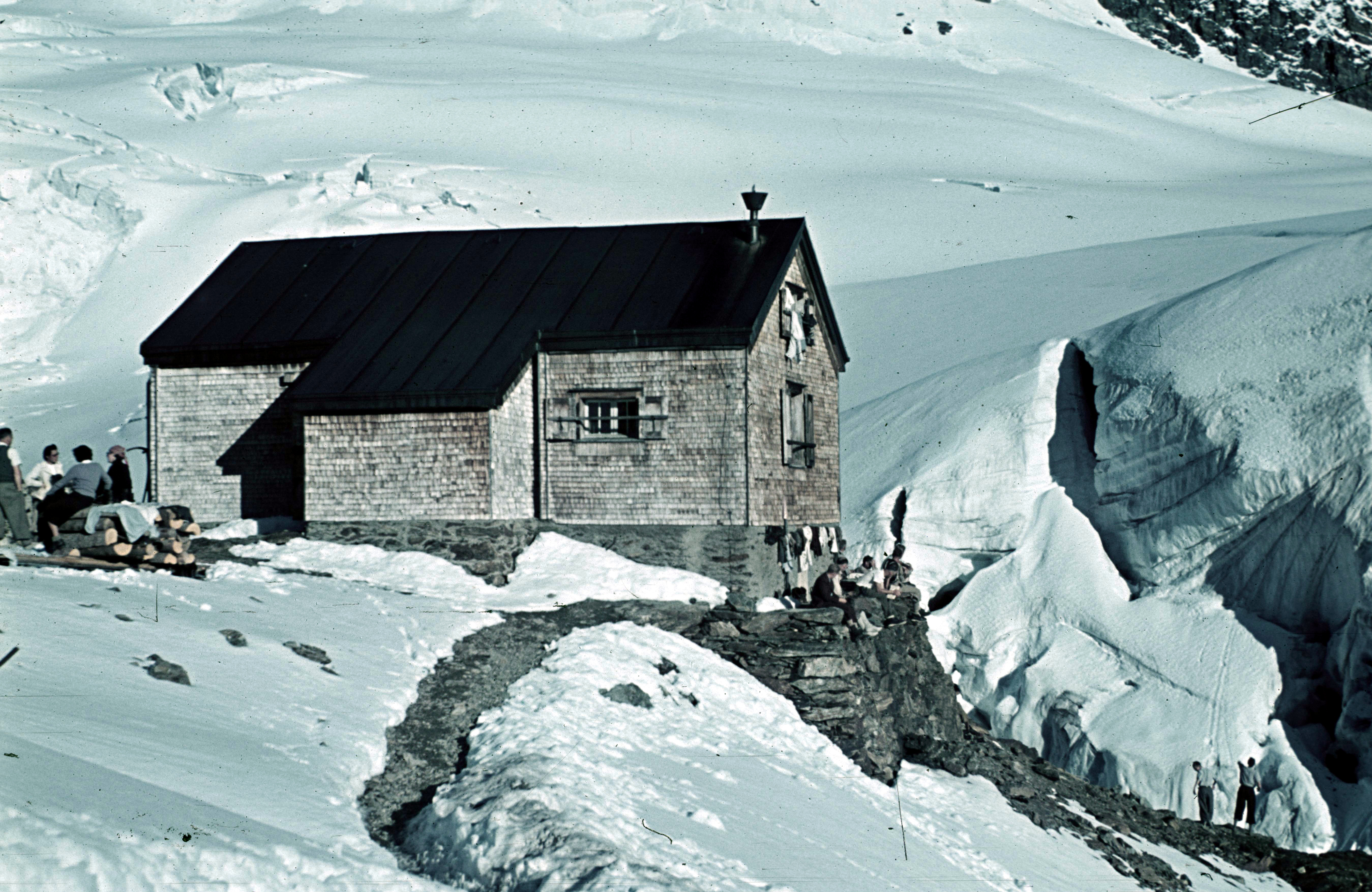
Alte Mutthornhütte (1942)

1950 bis 1952 wurde das jetzige Gebäude leicht verschoben erstellt und das alte Gebäude nach dessen Fertigstellung abgerissen. Der Neubau bot nun Platz für 100 Gäste. Auf Initiative von Ulrich Imboden (1911–1988) unternahm Hermann Geiger (1914–1966) mit seiner Piper ab dem Jahre 1951 für das Unternehmen Ulrich Imboden diesbezügliche Transportflüge zur Mutthornhütte. Die Ware wurde entsprechend verpackt und zielgenau abgeworfen. Neben der Mutthornhütte auf dem Kanderfirn (Alpetligletscher) auf einer Höhe von 2900 m ü. M. wurden dann im Jahre 1952 auch die ersten gelungenen Gletscherlandungen durch Hermann Geiger durchgeführt. Der Neubau der Mutthornhütte wurde 1980 auf den heutigen Komfort ausgebaut.
Seit Sommer 2022 ist die Mutthornhütte wegen Felssturzgefahr und instabilen Bodens durch auftauenden Permafrost in Folge der globalen Erwärmung gesperrt. Die Hütte soll westlich in rund einem Kilometer Entfernung neu aufgebaut werden. Die Bauarbeiten sind im Lauf des Sommerhalbjahres 2025 vorgesehen.

## Zugang

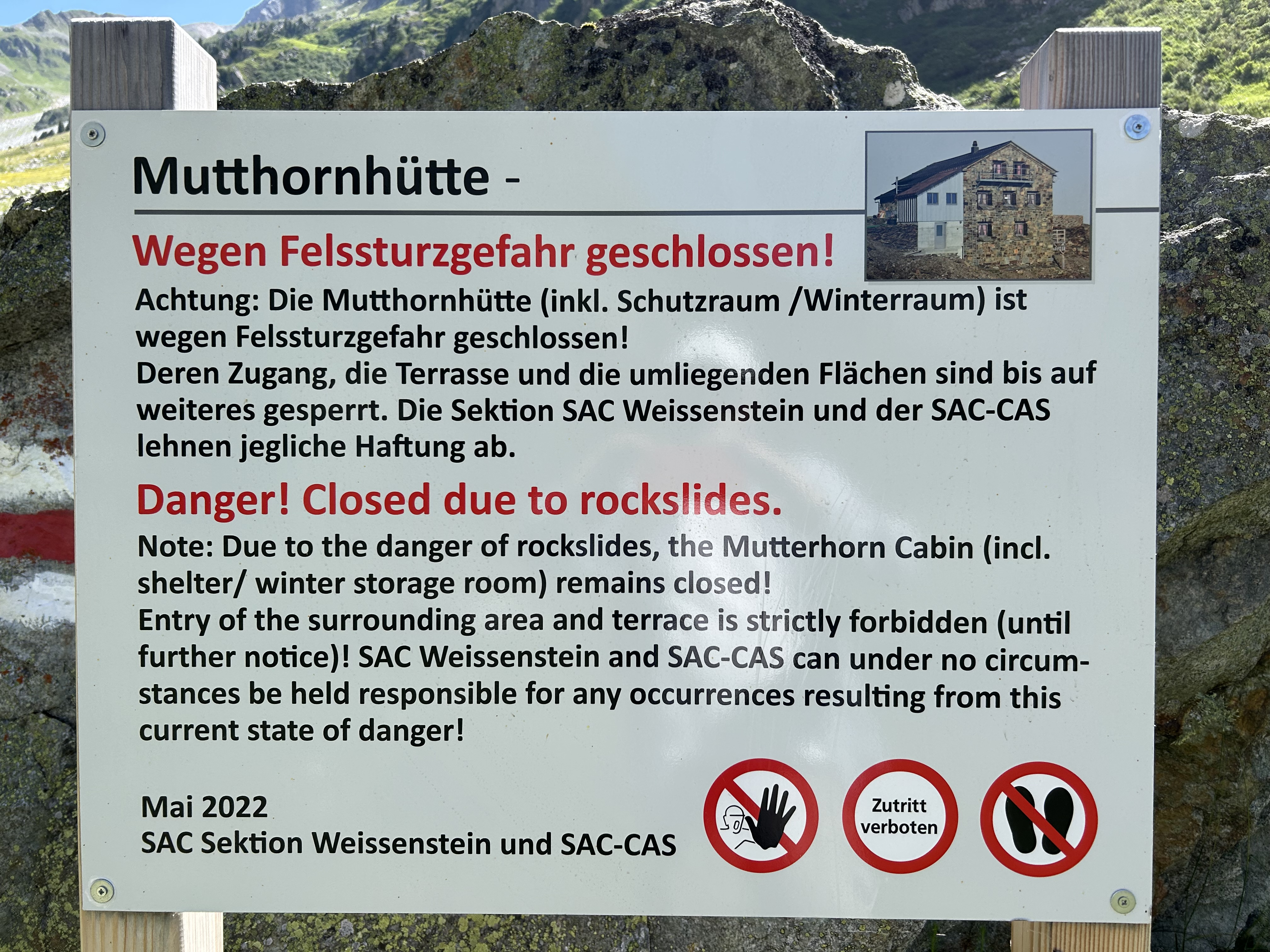
Infotafel im Gasterntal

Die Hütte erreicht man von Stechelberg aus in rund sieben Stunden (ca. 2000 Meter Höhenunterschied). Ab dem Gasterental erfolgt der Aufstieg in sechs Stunden. Vom Kiental via Gamchilücke braucht man für den Aufstieg acht Stunden und von Goppenstein via Petersgrat sechs Stunden. Von allen Seiten führt der Weg über Gletscher. Die Mutthornhütte sollte nur angeseilt und mit Steigeisen angegangen werden. Die Hütte war in der Hochsaison bewirtschaftet und bot hundert Schlafplätze an. Im Winterraum standen 40 Lagerplätze zur Verfügung.

## Besteigungsmöglichkeiten
- Mutthorn, 3037 m ü. M.
- Lauterbrunner Wetterhorn, 3233 m ü. M.
- Petersgrat, 3206 m ü. M.
- Tschingelhorn, 3555 m ü. M.
- Lauterbrunner Breithorn, 3780 m ü. M.

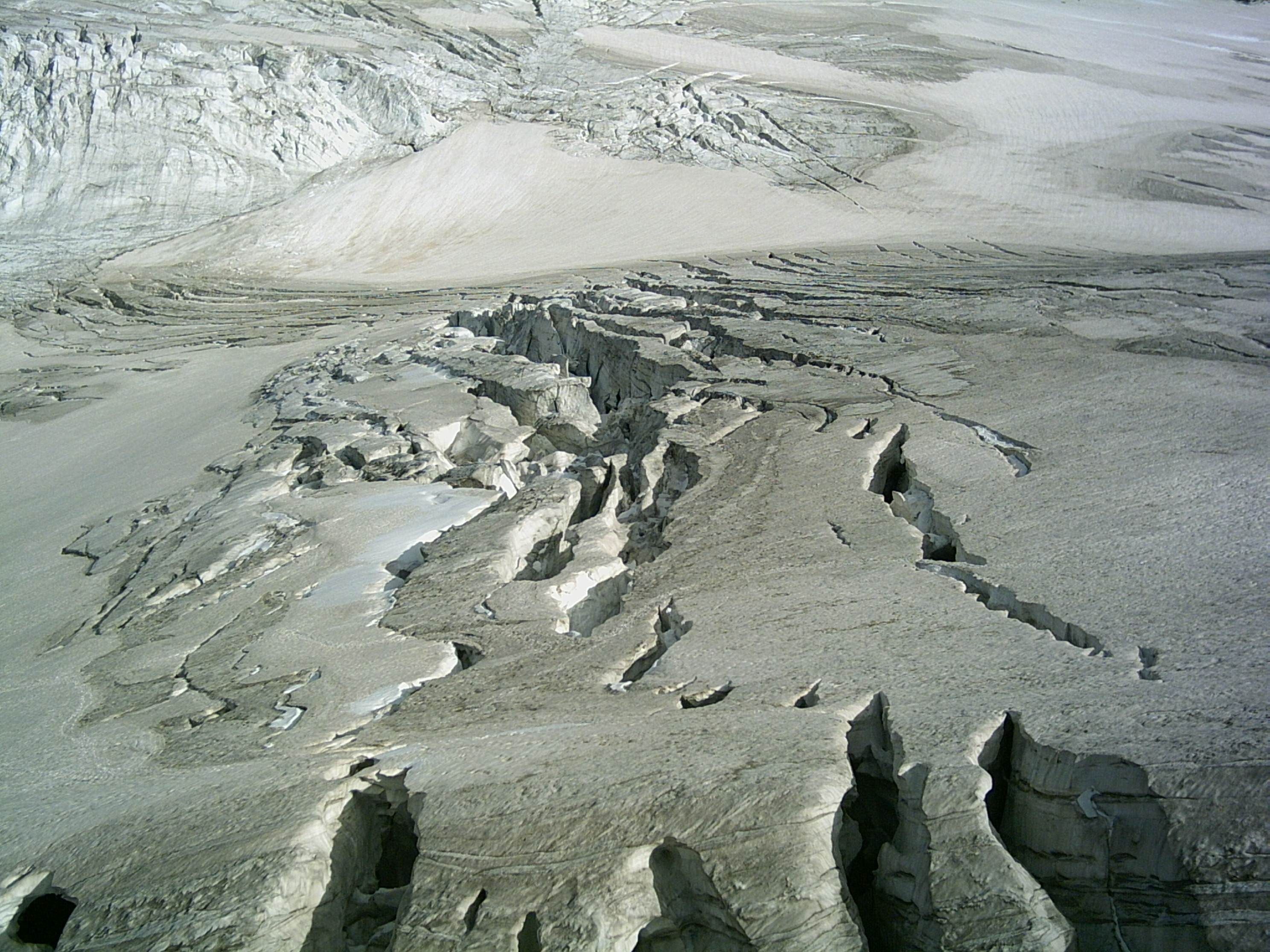
Tschingelfirn im oberen Teil von der Mutthornhütte her gesehen

- Morgenhorn, 3620 m ü. M.

## Karten
- 1:25'000 Blatt 1248 Mürren
- 1:50'000 Blatt 264 Jungfrau